# Bettlerpfad

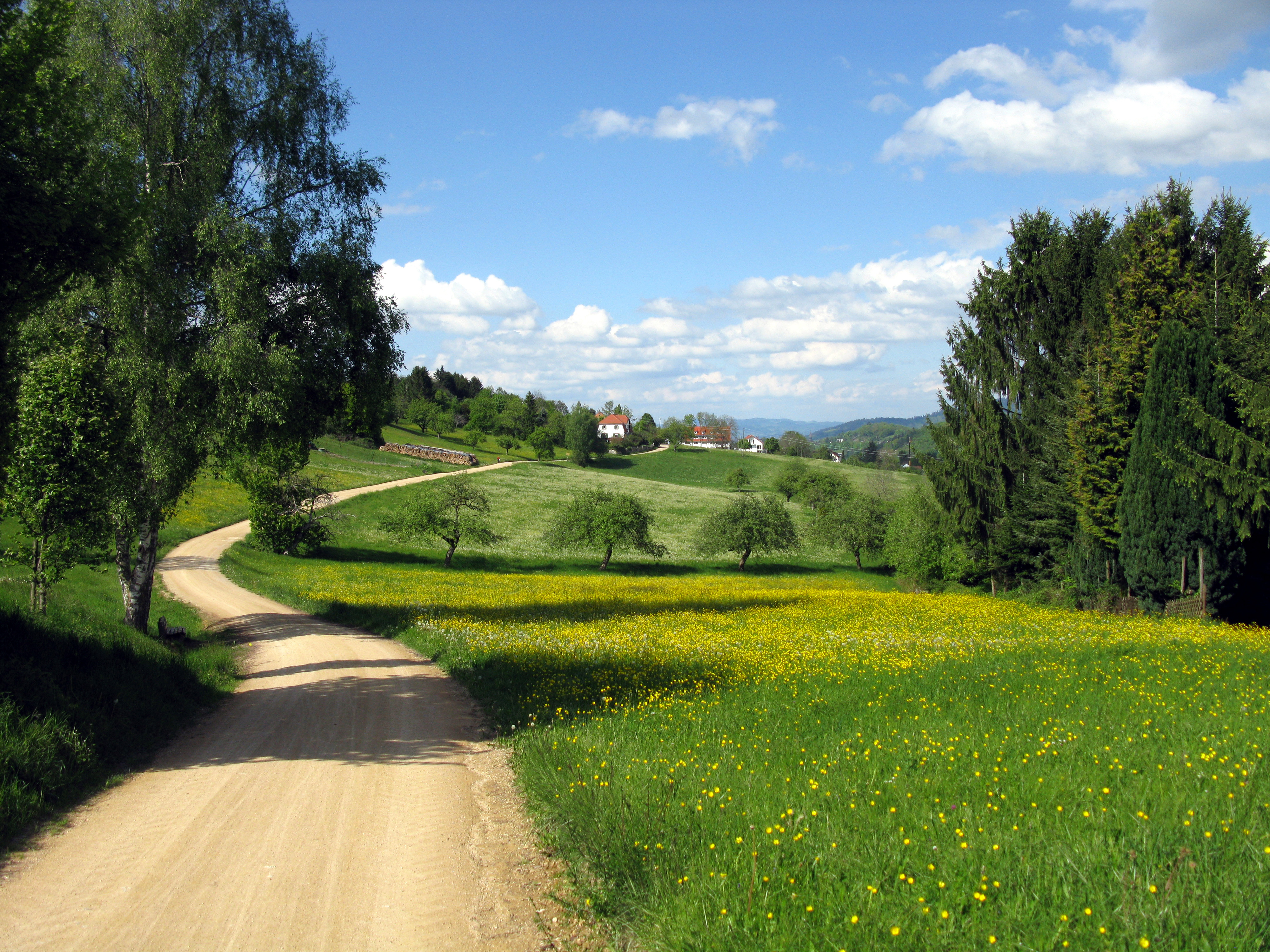
Szlak Bettlerpfad w Wittnau prowadzący w kierunku Au

Bettlerpfad (z niem. ʻścieżka żebrakówʼ) – szlak turystyczny w powiecie Breisgau-Hochschwarzwald (land Badenia-Wirtembergia), prowadzący z miejscowości Merzhausen koło Fryburga Bryzgowijskiego przez Hexental i wzdłuż podnóża Schwarzwaldu przez Staufen i Sulzburg do Badenweiler. Trasa o przebiegu północ-południe i długości ok. 27 km prowadzi przeważnie leśnymi drogami i ścieżkami przez pola, winnice i łąki. Na kilku odcinakch pokonuje niewielkie lub umiarkowane różnice wzniesień. Przebieg trasy między Fryburgiem a Staufen może wskazywać na jej historyczne znaczenie jako najkrótszego szlaku pieszego między tymi miejscowościami, jakkolwiek geneza samej nazwy Bettlerpfad nie została jednoznacznie wyjaśniona. Wzdłuż szlaku lub w jego pobliżu można zobaczyć i zwiedzić takie interesujące miejsca, jak dawną siedzibę fryburskich jezuitów Jesuitenschloss (Merzhausen), groty zamieszkiwane przed ok. 10 tys. lat przez neandertalczyków (Ehrenkirchen), dom rodzinny pisarki Marie Luise Kaschnitz (Bollschweil), pozostałości wałów wokół celtyckiego oppidum na Kegelriss (Ehrenkirchen), średniowieczną zabudowę Staufen, romański kościół w Sulzburgu, ruiny rzymskich term z I wieku n.e. (Badenweiler).

## Pochodzenie nazwy

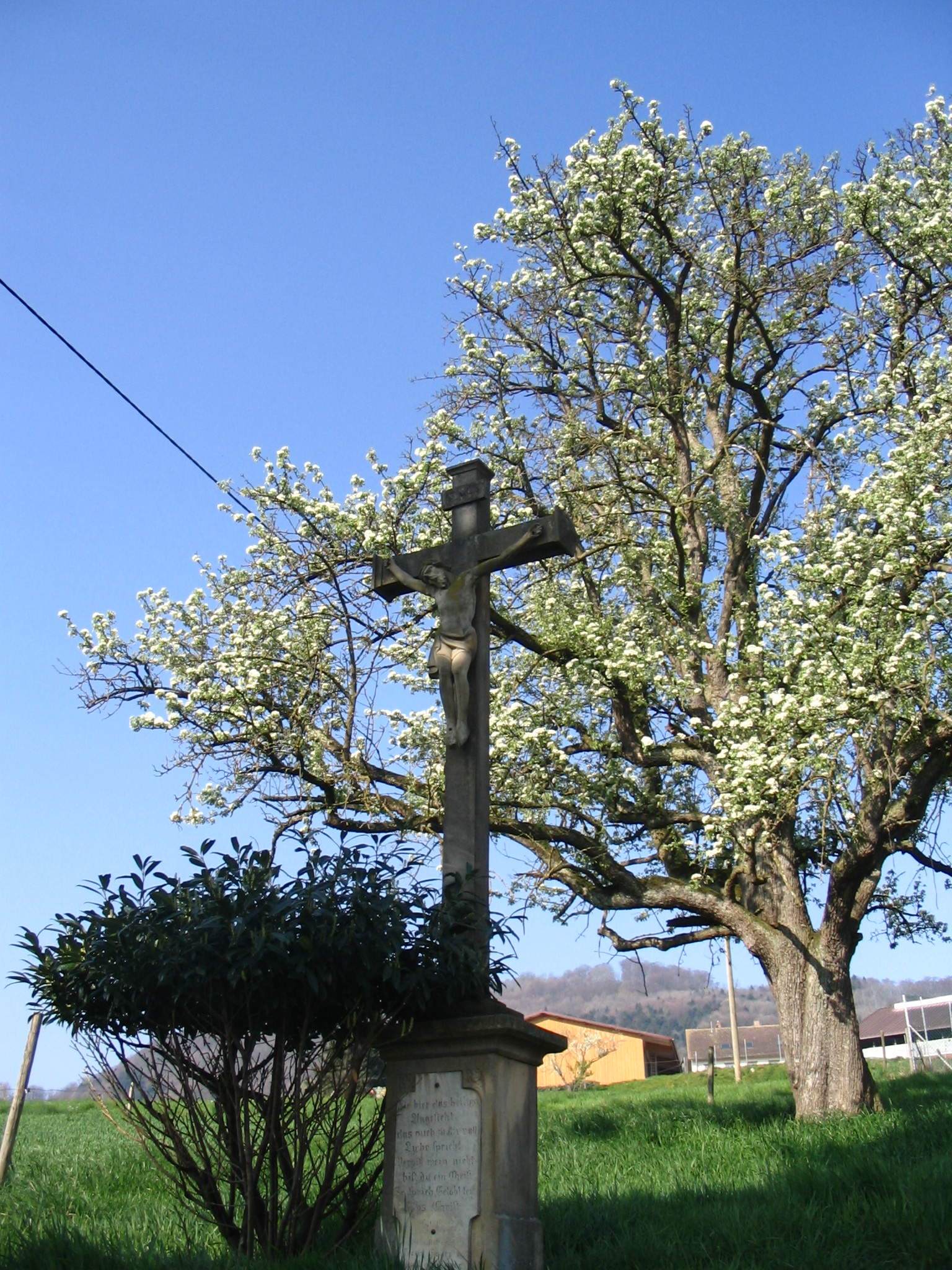
Krzyż pamiątkowy przy Hauerhof w Merzhausen

W literaturze przewodnikowej (patrz lista poniżej) podawane są różne wyjaśnienia nazwy Bettlerpfad, które wskazując na cząstkę Bettler (niem. ʻżebrakʼ), inaczej ją jednak interpretują. Miałaby ona odnosić się do mnichów żebraczych (niem. Bettlermönche) z fryburskich zakonów żebraczych, którzy tą drogą wędrowali do miejscowości na południe, by tam u rolników żebrać o artykuły spożywcze dla zakonu. Zupełnie inaczej tłumaczy ʻżebrakówʼ historyk miejscowości Sölden Kern, określając tym mianem żebrzącą biedotę wiejską, która tą najkrótszą drogą udawała się ze swoich wsi u podnóży Schwarzwaldu do klasztorów we Fryburgu i Staufen, by żebrać o posiłek. Według innych przypuszczeń nazwa miałaby wskazywać na mieszkających w okolicy tej drogi pustelników, którzy w zamian za obietnicę modlitw próbowali od rolników żebrać jedzenie. Autorzy Merkle i Kästle nie uważają powyższych wyjaśnień za prawdopodobne. Nie akceptowana przez językoznawcę Kunze jest też próba odniesienia Bettler do różnego typu włóczęgów i osób spoza trwałego porządku społecznego, którzy mieliby wędrować tą właśnie ścieżką jako oddaloną od głównych traktów (takie wyjaśnienie sugeruje Benz). Kunze podkreśla natomiast współczesne pochodzenie nazwy Bettlerpfad, nie pojawia się ona bowiem we wcześniejszych księgach gruntowych. Merkle i Kästlejako najbardziej prawdopodobne wyjaśnienie nazwy przytaczają opowieść o ubogim czeladniku spod Staufen, który podczas wyjątkowo mroźnej nocy w styczniu 1871 (jak głosi lokalna opowieść) zgubił drogę na obrzeżach Merzhausen i zamarzł na śmierć w pobliżu zagrody Hauerhof. Gospodarze, znajdując go następnego dnia, pojęli przyczynę ujadania psów w nocy i targani być może wyrzutami sumienia wystawili przy drodze w pobliżu kamienny krzyż. Lokalne, alamańskie określenie na czeladnika Hamber oznacza też ʻżebrakʼ, stąd miałaby się upowszechnić nazwa tej drogi przez skojarzenie z czeladnikiem / żebrakiem.

## Powstanie szlaku turystycznego
Jako szlak turystyczny Bettlerpfad został, wg prywatnego portalu turystycznego Freiburg-Schwarzwald, wyznaczony w latach 30. XX wieku. W przewodniku Seydlitza z 1900 wspomniany jest bezimienny szlak do Staufen z Merzhausen przez Hexental, jedynie na wschód od Bollschweilu nazwany Bettlerweg. Późniejsze przewodniki (np. Schaudig 1962, Imm 1976, Benz 2002) jako punkty początkowe (lub końcowe) Bettlerpfad podają właśnie Merzhausen i Staufen. Szwarcwaldzkie stowarzyszenie turystyczne Schwarzwaldverein, wprowadzając w 2003 nowe oznakowania szlaków w tym rejonie, oznakowało żółtym rombem jako Bettlerpfad szlak od Merzhausen aż po Badenweiler. Gdzieniegdzie w północnej części trasy do Staufen można jeszcze zobaczyć wcześniejsze oznakowanie Bettlerpfad żółtym punktem. Część przedłużająca Bettlerpfad do Badenweiler pokrywa się w swoim przebiegu częściowo z trasą Wiiwegli, wiodącą przez miejscowości winiarskie regionu Markgräflerland.

## Przebieg szlaku
Szlak turystyczny oznakowany jako Bettlerpfad (żółty romb), prowadzący przez dolinny krajobraz Hexental, przebiega przez następujące miejscowości lub ich części:
Merzhausen → Au → Wittnau (3 km) → Gaisbühl (Sölden) → Bollschweil (+ 3,5 km).
Za zabudowaniami gospodarstwa Lehenhof (należącego do Ehrenkirchen) ścieżka oddziela się od utwardzonej drogi przez las i jako Historischer Bettlerpfad prowadzi prosto przez łąki i pola. Droga przez las jest znacznie dłuższa, prowadzi natomiast obok Alemannergräber, odkrytego na początku XX wieku alamańskiego miejsca pochówku w grobach skrzynkowych z VII wieku. Wkrótce oba warianty ponownie się łączą i po ok. 2,5 km Bettlerpfad dociera do Staufen.
Dalej szlak prowadzi głównie przez pokryte winnicami wzgórza, przecinając wyloty dolin rzek Neumagen i Sulzbach, i przez miejscowości:

Staufen (+ 7,5 km) → Grunern (Staufen) → Sulzburg (+ 6 km) → Laufen (Sulzburg) → Muggardt (Britzingen) → Badenweiler (+ 6,5 km).

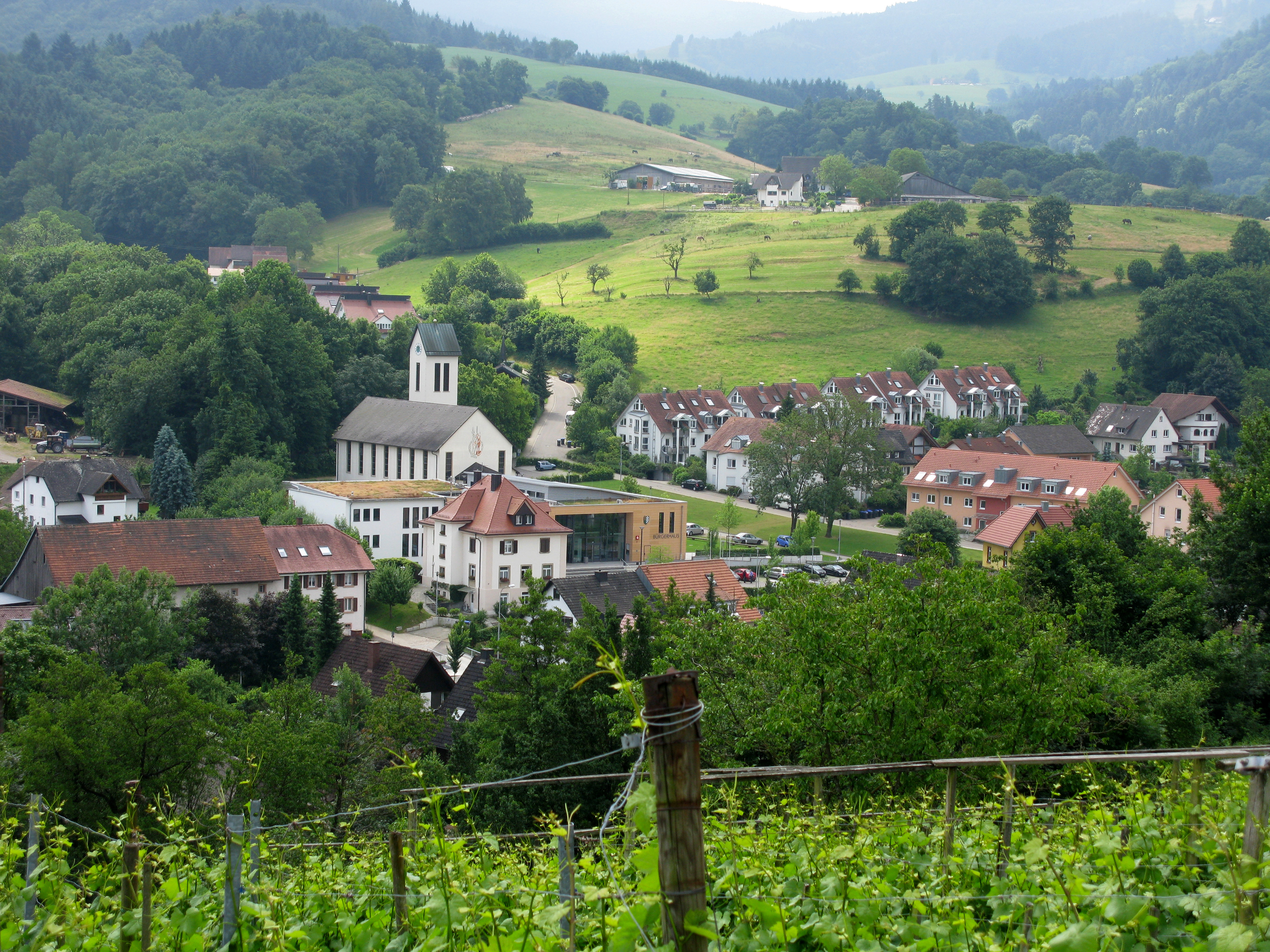
Au widziane z Bettlerpfad
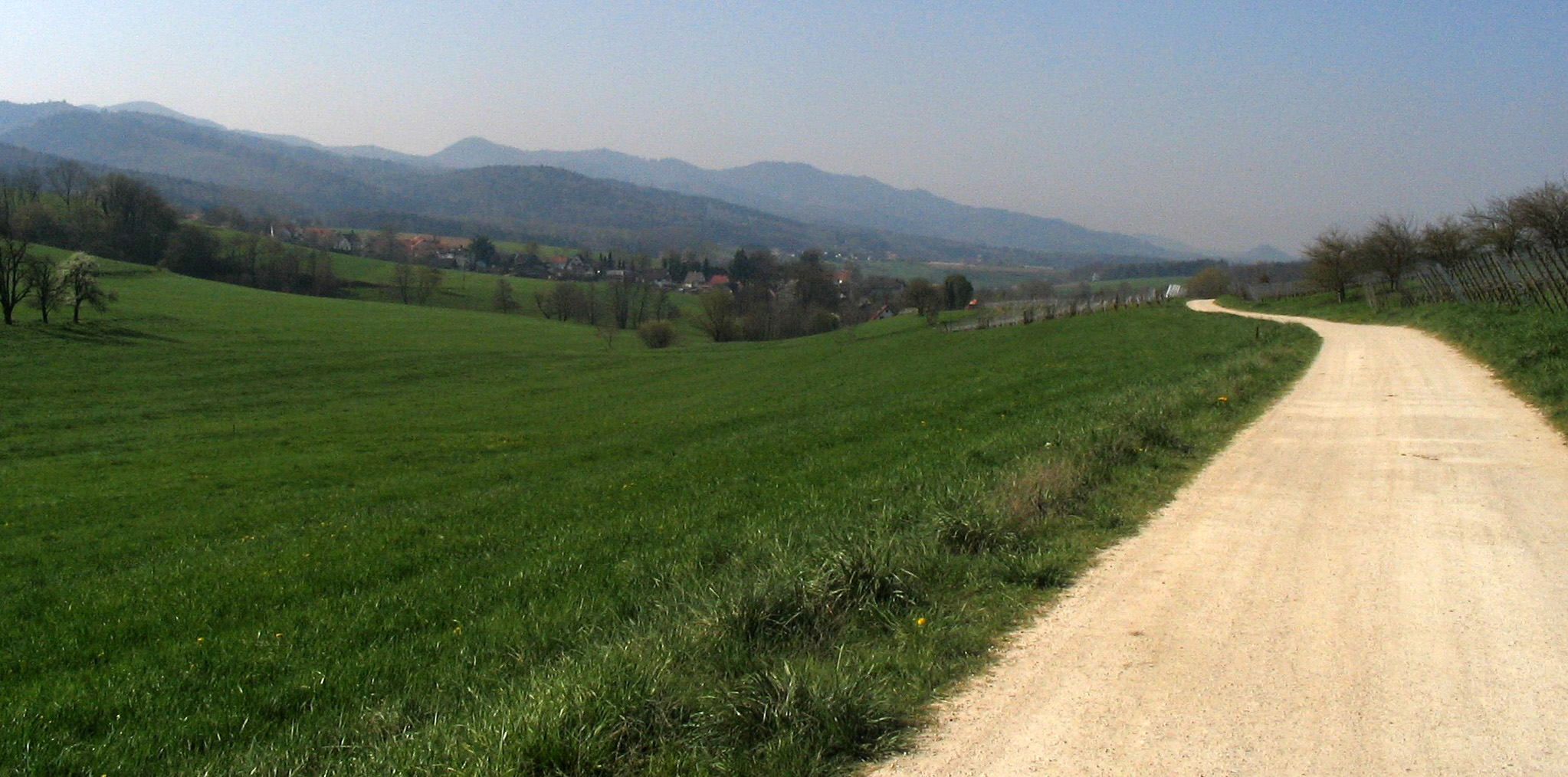
Bettlerpfad między Wittnau a Sölden
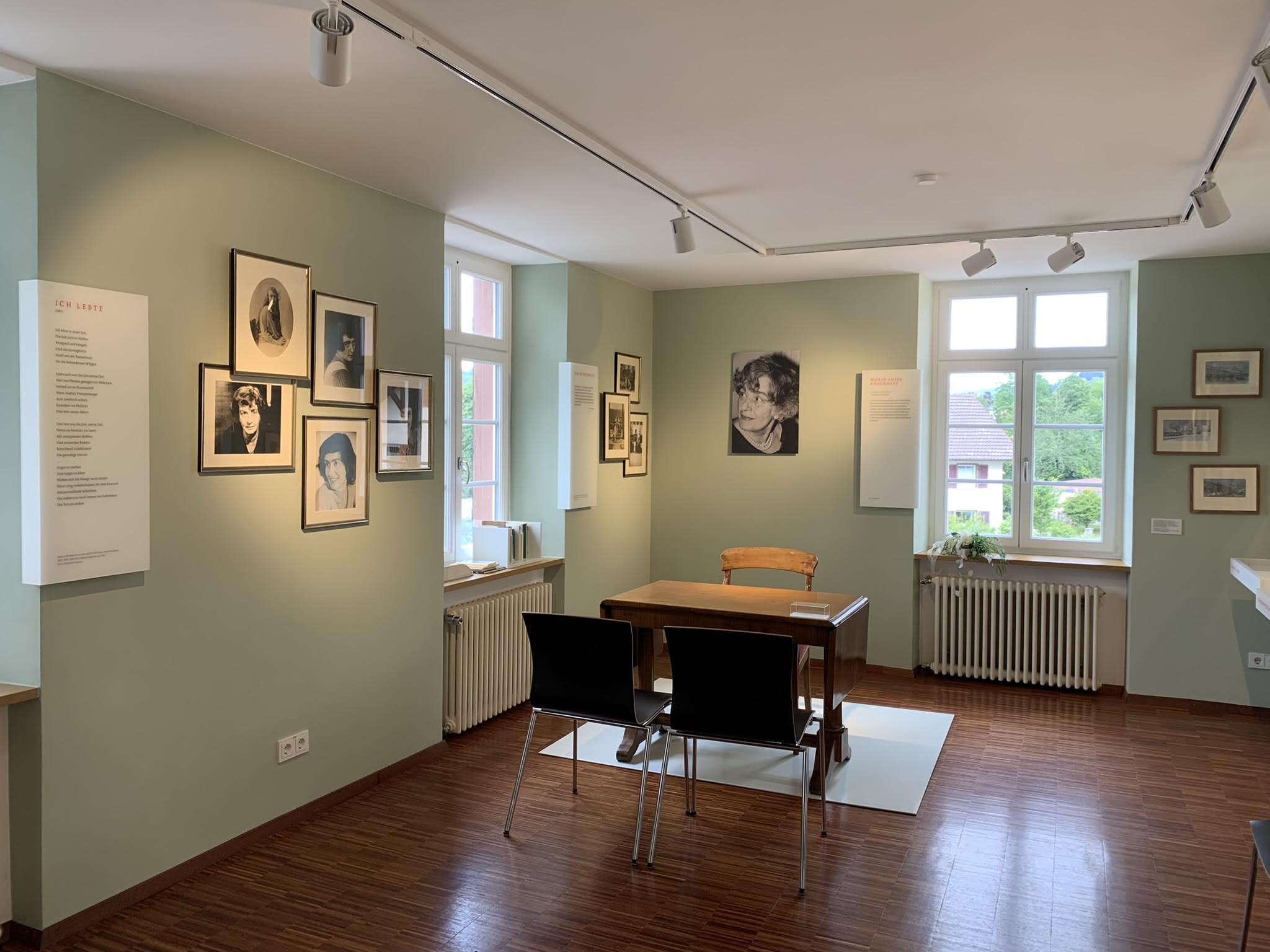
Izba Pamięci Marie Luise Kaschnitz w ratuszu w Bollschweilu
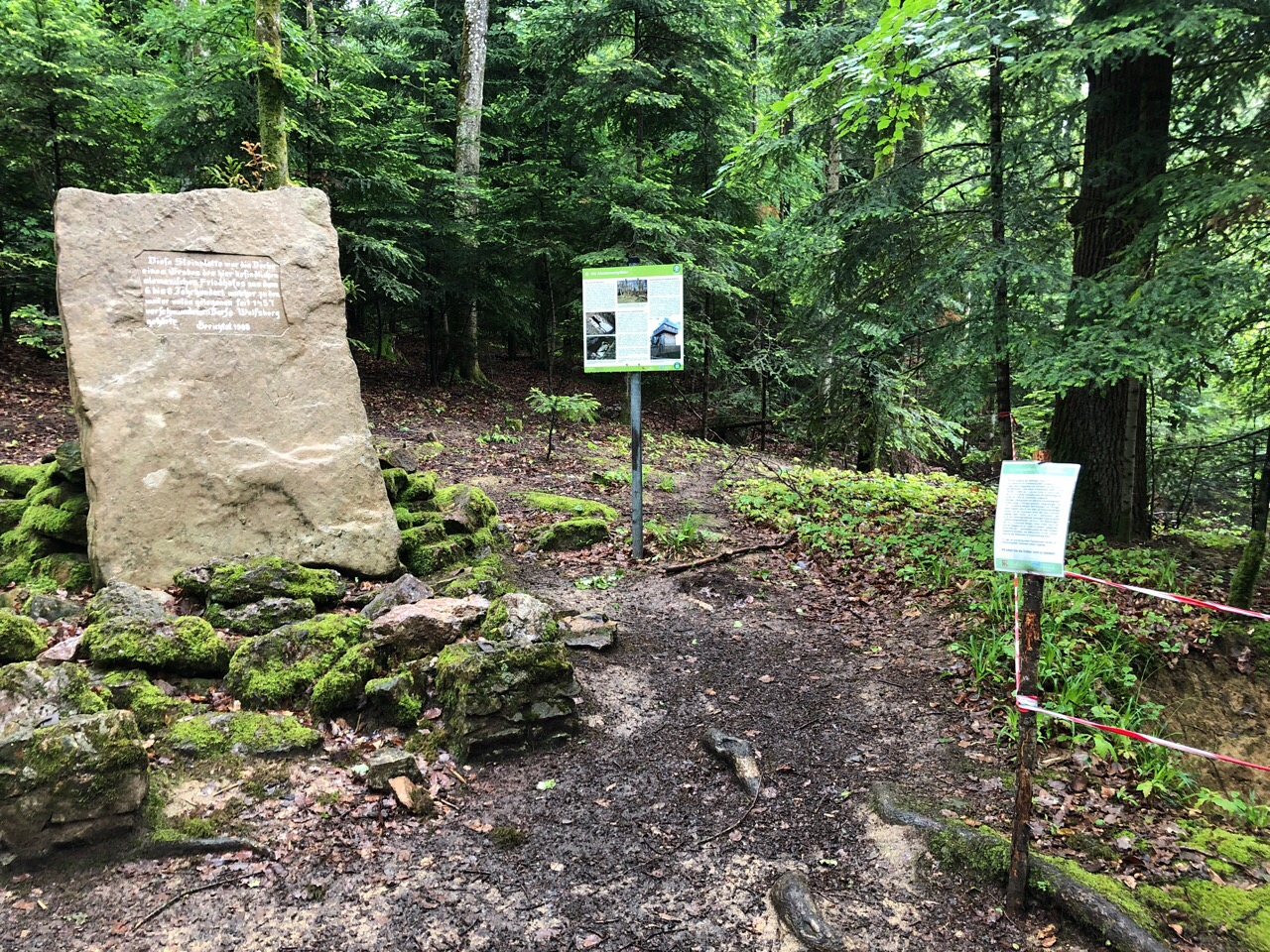
Alemannengräber między Lehenhof a Staufen
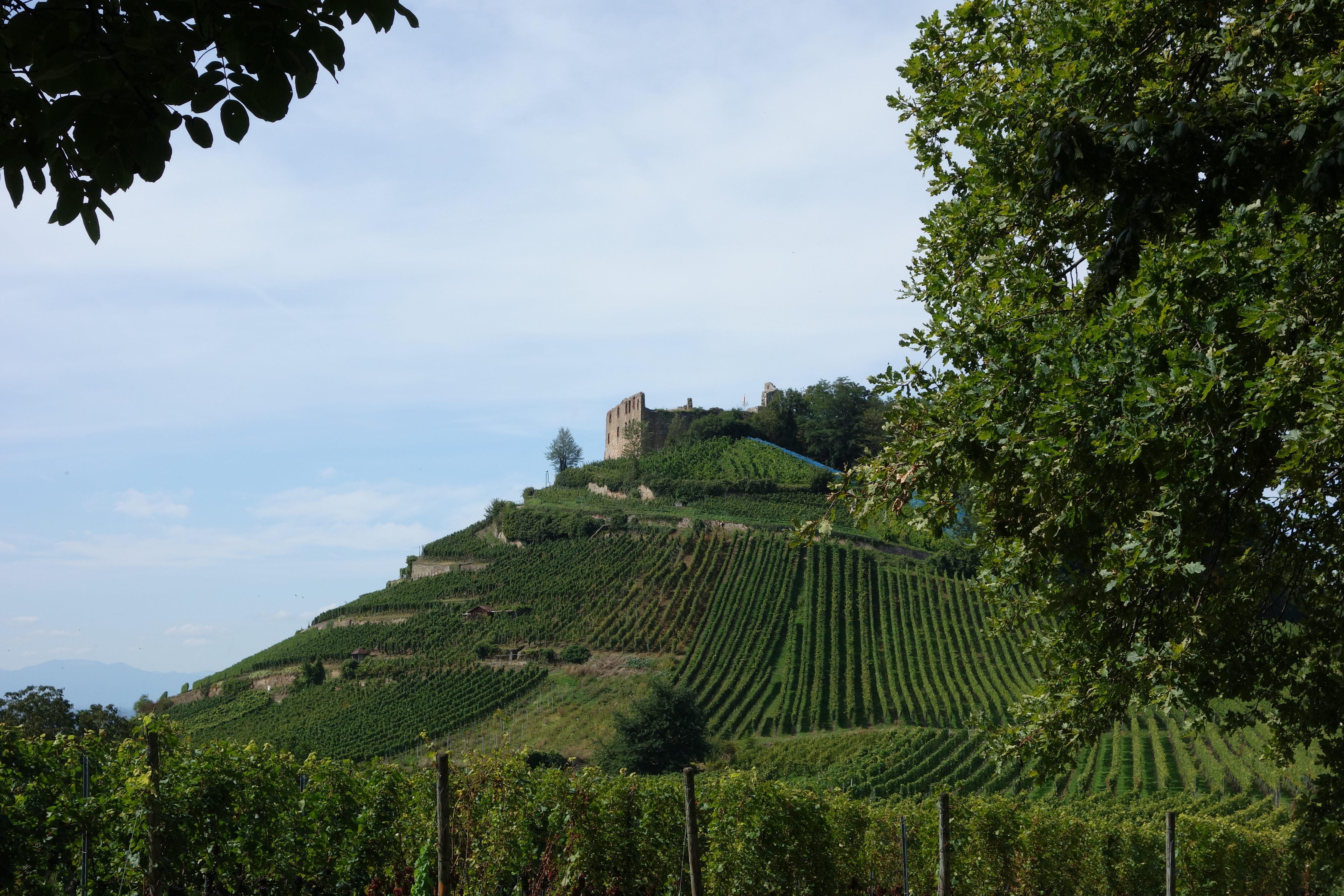
Ruiny zamku na wzgórzu Schlossberg w Staufen
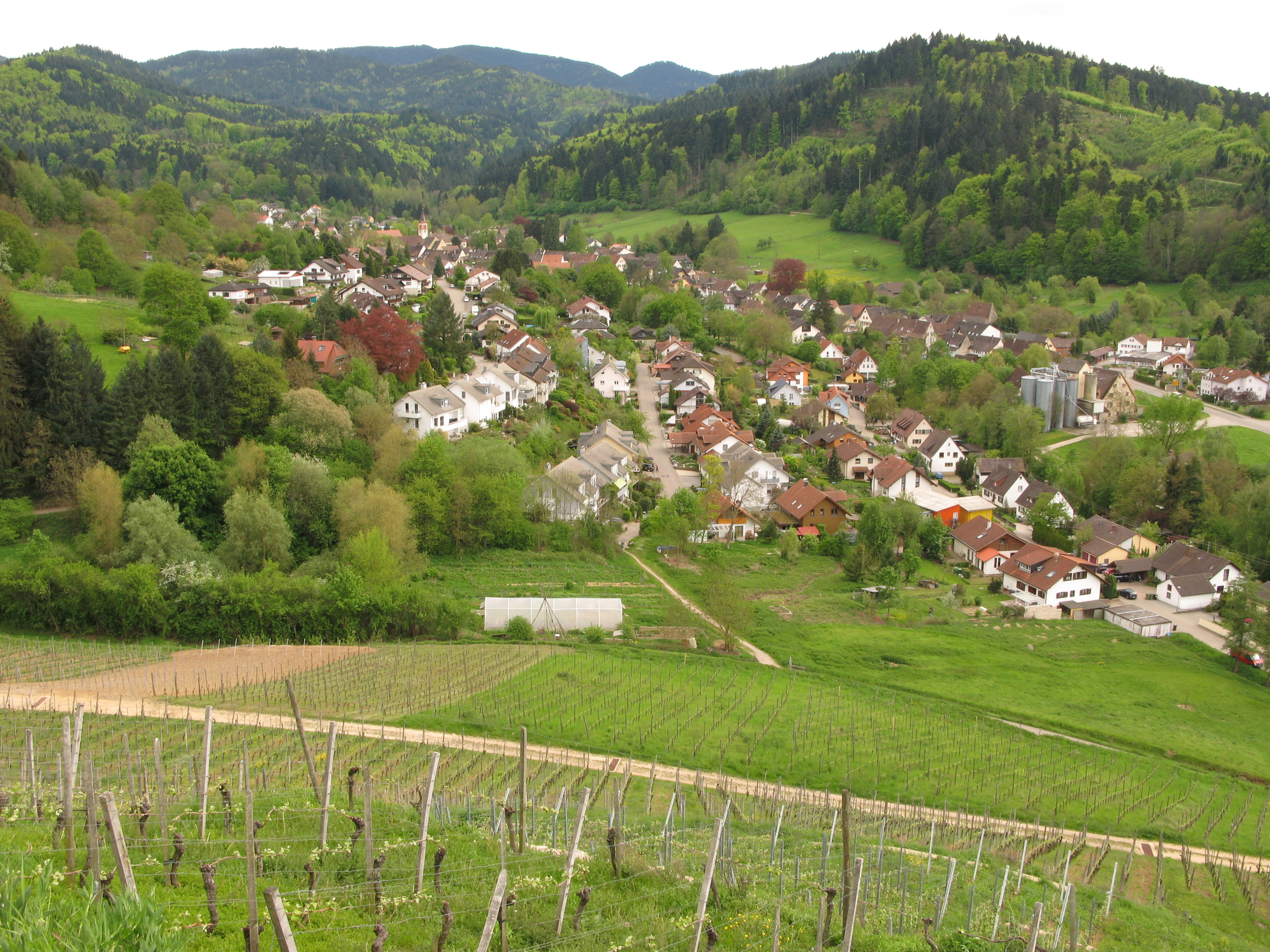
Sulzburg ze szlaku Bettlerpfad przez winnice
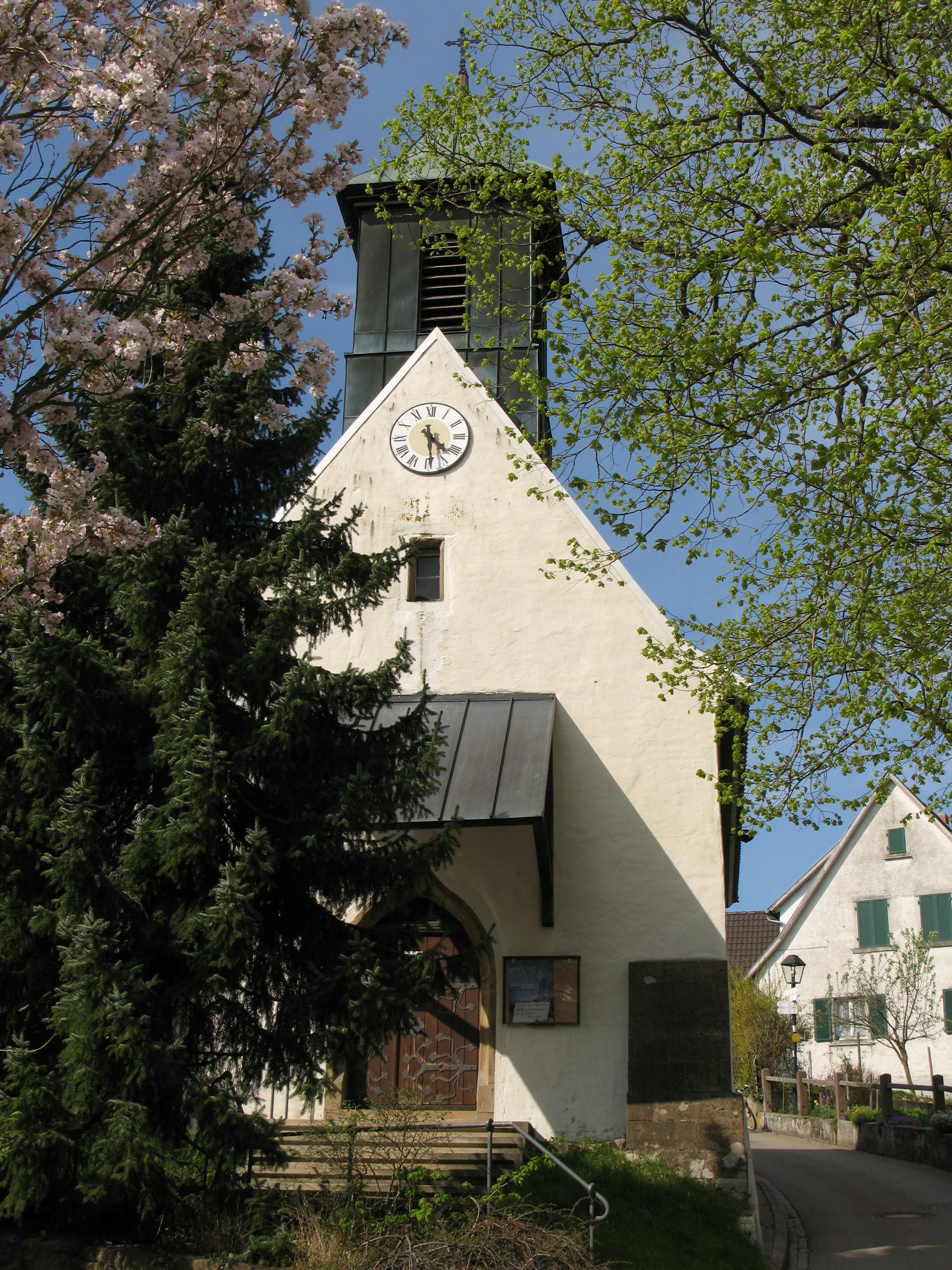
Kościółek w Muggardt
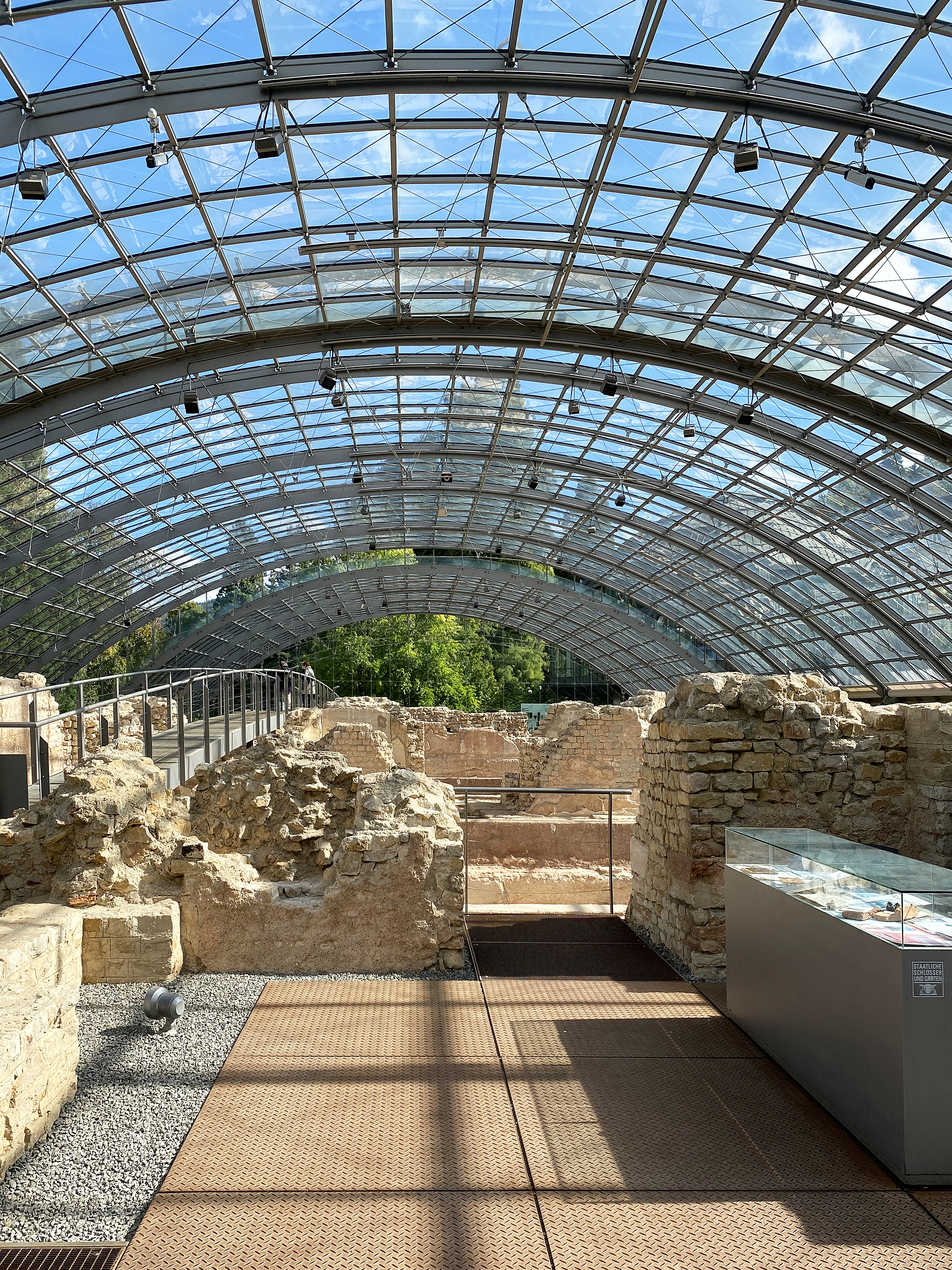
Ruiny rzymskich term z I w. n.e. na gorących źródłąch w Badenweiler